# Prolutamator minor
Prolutamator minor är en kräftdjursart som beskrevs av Markhaseva och Schulz 2008. Prolutamator minor ingår i släktet Prolutamator och familjen Aetideidae. Inga underarter finns listade i Catalogue of Life.